# ورزشگاه نمسیو دیس
ورزشگاه نمسیو دیس (اسپانیایی: Estadio Nemesio Díez‎) یک ورزشگاه فوتبال در شهر تولوکا، مکزیک است.
این ورزشگاه که در سال ۱۹۵۳ تأسیس شده دارای ۱۸٬۶۵۱ نفر ظرفیت و میزبان جام جهانی فوتبال ۱۹۷۰ و جام جهانی فوتبال ۱۹۸۶ بوده است.